# Moskiewski Państwowy Uniwersytet Techniczny Lotnictwa Cywilnego
Moskiewski Państwowy Uniwersytet Techniczny Lotnictwa Cywilnego (ros. Московский государственный технический университет гражданской авиации, MSTUCA) – uczelnia w Rosji kształcąca specjalistów lotnictwa cywilnego.
Uczelnia oprócz kształcenia specjalistów prowadzi podstawowe badania naukowe w dziedzinie nauki, technologii, nauk humanistycznych i ekonomii. Uniwersytet założono w 1971, zlokalizowany jest w Moskwie. Posiada filię w Kirsanowie.